# Aureil
Aureil (tiếng Occitan: Aurèlh) là một xã của tỉnh Haute-Vienne, thuộc vùng Nouvelle-Aquitaine, miền trung nước Pháp.